# Лігво змія
Лігво змія (англ. Serpent's Lair) — американський фільм жахів 1995 року.

## Сюжет
Всі неприємності бізнесмена Тома Беннета і його дружини почалися з переїзду в нову квартиру, де раніше покінчив життя самогубством вчений-археолог. Підозрілі сусіди, дивна чорна кішка і еротичні сни з чорнявою незнайомкою роблять життя Тома неспокійним. Але коли з'являється сестра померлого археолога — чорнява Ліліт, щоб забрати речі брата, починається справжній жах.

## У ролях
- Джефф Фейгі — Том Беннетт
- Ліза Барбуша — Ліліт
- Гезер Медуей — Алекс Беннетт
- Ентоні Палермо — Маріо
- Кетлін Нун — Бетті
- Джек Келер — окультист
- Тейлор Ніколс — Пол Дуглас
- Патрік Бошо — Сем
- Стюарт Блатт — поліцейський
- Константин Радока — бармен
- Валентин Попеску — Боб
- Міхай Вербінтші — Елліот
- Люсія Пінтеа — Ені
- Барбара Пінтеа — Матильда